# 新首钢站
新首钢站是一个位于中国北京市石景山区古城街道修理厂街与石景山路交叉口北侧，属于北京地铁11号线的地铁车站，2021年12月31日投入运营。本站东南500米处设有站后检修区间，用于11号线列车的停放和维修。本站规划换乘18号线。

## 车站结构

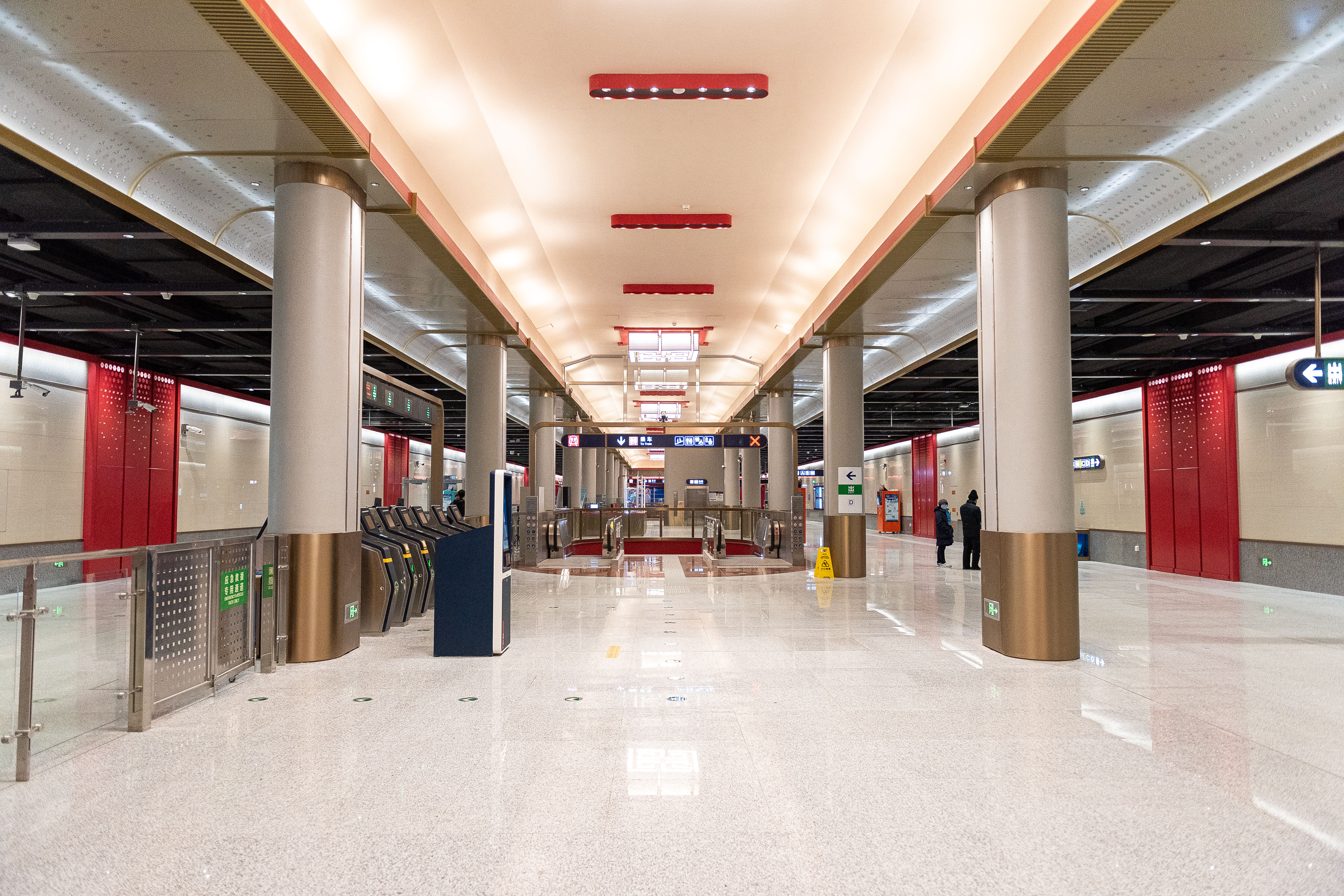
站厅

本站为地下两层岛式车站，但由于11号线在本站实施站前折返，仅使用东侧（往模式口方向）的1号站台。
| 地面     |                    | 出入口                             |  |  |
| 地下一层 | 11号线站厅         | 售票机、问询中心、安检、进出站闸机 |  |  |
| 地下二层 | 1 站台             | 11号线往模式口（北辛安）           |  |  |
|          | 岛式站台，左侧开门 |                                    |  |  |
|          | 2 站台             | 不使用                             |  |  |

## 出入口
本站设有4个出入口，其中A口有2台垂直电梯，但没有自动扶梯。
|                       |            |                  |      |            |
| 編號                  | 指示       | 建議前往的目的地 | 照片 | 无障碍设施 |
| 出口 · A · 升降机标志 | 修理厂街   |                  |      |            |
| 出口 · B              | 织补工场路 |                  |      | 不適用     |
| 出口 · C              | 石景山路   |                  |      | 不適用     |
| 出口 · D              | 机械厂路   |                  |      | 不適用     |
| 註： 設有             |            |                  |      |            |

## 历史

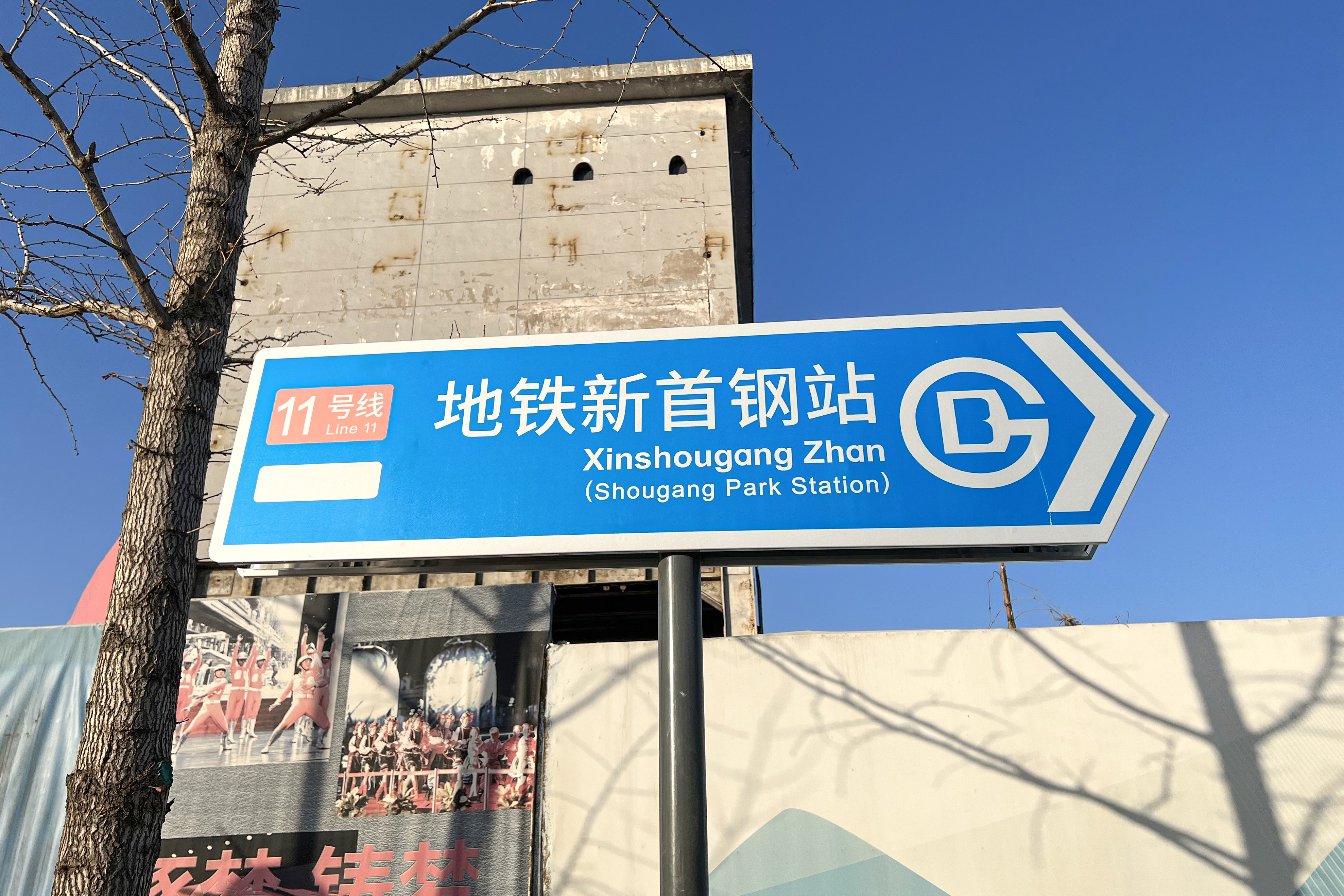
指向本站的路标

本站工程名为首钢站。2020年9月25日，北京市规划和自然资源委员会公布《关于轨道交通11号线西段工程沿线车站命名预案的公示书》，拟将首钢站改为新首钢站。2020年11月18日，本站正式定名新首钢站，同月实现主体结构封顶。
本站于2021年12月31日开通运营。